# Sammy N'Djock
Sammy N'Djock (Yaoundé, 25 februari 1990) is een Kameroens voetballer die dienstdoet als doelman. Hij tekende in maart 2015 bij Minnesota United, dat hem transfervrij inlijfde nadat hij vier maanden geen club had.

## Clubcarrière

### Antalyaspor
N'Djock maakte in het begin van het seizoen 2010/11 de overstap naar Antalyaspor. Op 30 augustus 2010 maakte hij zijn officiële debuut in de thuiswedstrijd tegen Trabzonspor. Hij kwam in het seizoen 2010/11 tot 7 optredens voor Antalyaspor evenals in het seizoen wat daarop volgde.

### Verhuur aan Fethiyespor
In de voorbereiding op het seizoen 2013/14 werd bekendgemaakt dat Fethiyespor, op dat moment actief in de TFF First League, N'Djock een seizoen zou huren van Antalyaspor. Hij maakte zijn debuut voor Fethiyespor op 14 september 2013, in een thuiswedstrijd tegen Bucaspor.

## Interlandcarrière

### Kameroen
Op 2 juni 2013 maakte N'Djock zijn debuut voor Kameroen, in een vriendschappelijke wedstrijd uit bij Oekraïne. De wedstrijd eindigde in 0-0. N'Djock keepte de hele wedstrijd. Op 12 mei 2014 maakte bondscoach Volker Finke bekend dat N'Djock deel uitmaakte van de 28-koppige voorselectie van Kameroen voor het WK 2014 in Brazilië. Op 2 juni 2014 werd bekendgemaakt dat N'Djock ook deel uitmaakte van de definitieve 23-koppige WK-selectie. Naast N'Djock waren ook Charles Itandje en Loic Feudjou opgenomen in de WK-selectie van Kameroen.
| Interlands van Sammy N'Djock | Interlands van Sammy N'Djock | Interlands van Sammy N'Djock | Interlands van Sammy N'Djock | Interlands van Sammy N'Djock | Interlands van Sammy N'Djock |
| №                            | Datum                        | Wedstrijd                    | Uitslag                      | Soort Wedstrijd              | Doelpunten                   |
| Als speler bij Antalyaspor   | Als speler bij Antalyaspor   | Als speler bij Antalyaspor   | Als speler bij Antalyaspor   | Als speler bij Antalyaspor   | Als speler bij Antalyaspor   |
| ---------------------------- | ---------------------------- | ---------------------------- | ---------------------------- | ---------------------------- | ---------------------------- |
| 1.                           | 2 juni 2013                  | Oekraïne - Kameroen          | 0 – 0                        | Vriendschappelijk            | 0                            |
| Als speler bij Fethiyespor   |                              |                              |                              |                              |                              |
| 2.                           | 26 mei 2014                  | Macedonië - Kameroen         | 0 – 2                        | Vriendschappelijk            | 0                            |

Bijgewerkt t/m 26 mei 2014

## Carrièrestatistieken
| Seizoen         | Club                 |                  | Competitie      | Competitie | Competitie | Beker | Beker | Internationaal | Internationaal | Overig | Overig | Totaal | Totaal |
| Seizoen         | Club                 | Wed.             | Competitie      | Dlp.       | Wed.       | Dlp.  | Wed.  | Dlp.           | Wed.           | Dlp.   | Wed.   | Dlp.   |        |
| --------------- | -------------------- | ---------------- | --------------- | ---------- | ---------- | ----- | ----- | -------------- | -------------- | ------ | ------ | ------ | ------ |
| 2010/11         | Antalyaspor          | Vlag van Turkije | Süper Lig       | 7          | 0          | 3     | 0     | —              | —              | —      | —      | 10     | 0      |
| 2011/12         | Antalyaspor          | Vlag van Turkije | Süper Lig       | 7          | 0          | 0     | 0     | —              | —              | —      | —      | 7      | 0      |
| 2012/13         | Antalyaspor          | Vlag van Turkije | Süper Lig       | 15         | 0          | 10    | 0     | —              | —              | —      | —      | 25     | 0      |
| Club totaal     | Club totaal          | Club totaal      | Club totaal     | 29         | 0          | 13    | 0     | 0              | 0              | 0      | 0      | 42     | 0      |
| 2013/14         | → Fethiyespor (huur) | Vlag van Turkije | TFF 1. Lig      | 30         | 0          | 2     | 0     | —              | —              | —      | —      | 32     | 0      |
| Club totaal     | Club totaal          | Club totaal      | Club totaal     | 30         | 0          | 2     | 0     | 0              | 0              | 0      | 0      | 32     | 0      |
| Carrière totaal | Carrière totaal      | Carrière totaal  | Carrière totaal | 59         | 0          | 15    | 0     | 0              | 0              | 0      | 0      | 74     | 0      |

Bijgewerkt t/m 3 juni 2014